# Walburga Beutl
Walburga Beutl (* 6. Mai 1946) ist eine österreichische Politikerin (ÖVP) und zweite Landtagspräsidentin des Steiermärkischen Landtags.

## Schulische und berufliche Laufbahn
Beutl besuchte zunächst die Volksschule Eberau und absolvierte danach ihre Matura am Bundesgymnasium Fürstenfeld. Nach ihrem Abschluss studierte sie an der pädagogischen Akademie Graz und schloss 1967/73 ihre Lehramtsprüfungen ab. Zunächst arbeitete sie als Volksschullehrerin, später als Hauptschullehrerin.
Seit 1990 ist sie Bezirksschulinspektorin und arbeitet derzeit auf einem Ersatzarbeitsplatz im Feld der Lehrerausbildung.

## Politische Laufbahn
Neben ihrer Funktion als Landtagsabgeordnete und 2. Landtags-Präsidentin ist Beutl Landesleiterin und stellvertretende Bundesleiterin der ÖVP-Frauenbewegung. Sie ist auch stellvertretende Bezirksparteiobfrau und Mitglied des Landesvorstands des ÖAAB.
Sie ist in weiterer Folge Bezirks- und Landesobfrau des ÖVP-Lehrerbundes.

## Privates
Walburga Beutl ist verheiratet und hat einen Sohn. Sie lebt in Sankt Anna am Aigen.